# Elisabeth Hering
Elisabeth Hering, geborene Elisabeth Leicht, geschiedene Ackner, (* 17. Januar 1909 in Klausenburg, Österreich-Ungarn; † 15. Juli 1999 in Leipzig) war eine deutsche Schriftstellerin aus der deutschsprachigen Minderheit der Siebenbürger Sachsen.

## Leben
Elisabeth Hering wurde am 17. Januar 1909 als erste Tochter von Hans Leicht und Elisabeth Leicht, geb. Bacon, in Klausenburg geboren und wuchs in Schäßburg auf. Beide Städte liegen in Siebenbürgen, das vor dem Ersten Weltkrieg zu Ungarn gehörte, 1919 dann an Rumänien angeschlossen wurde. Sie besuchte die Bergschule Schäßburg und heiratete nach ihrer Ausbildung als Buchhändlerin den Schäßburger Pfarrer Hans Ackner. Mit ihm übersiedelte sie 1930 nach Hermannstadt. 1943 erhielt ihr Mann einen Ruf zu kirchlichem Dienst in das von der deutschen Wehrmacht besetzte Polen, und er nahm seine Familie, in der vier Kinder heranwuchsen, dorthin mit. Im Zuge der Kriegsereignisse kam die Familie 1944 nach Thüringen, wo das fünfte Kind geboren wurde. Elisabeth Hering war seit 1935 Mitglied der Deutschen Partei Rumänien. 1943 arbeitete sie kurzzeitig für die Volksdeutsche Mittelstelle.
1951 trennte sich Elisabeth Hering von Pfarrer Ackner und übersiedelte nach Leipzig. 1953 lernte sie in Leipzig die Quäker kennen, konvertierte und trat der Deutschen Jahresversammlung bei, für die sie ab 1958 als Schreiberin (Vorsitzende) der Ortsgruppe tätig war. 1952 heiratete sie den Verlagslektor Walter Hering, in dem sie einen verständnisvollen Berater und Helfer gefunden hatte. Seither erschienen ihre Bücher unter dem Namen Elisabeth Hering. Walter Hering starb 1972. Elisabeth Hering starb am 15. Juli 1999 in einem Leipziger Pflegeheim.

## Schaffen
Ihr erstes Buch veröffentlichte Hering in Leipzig, noch unter dem Namen Elisabeth Ackner. Sein Titel: Der Oirol. Zwei Liebesgeschichten aus dem alten Korea.
Mit der Veröffentlichung ihrer Nacherzählungen von Märchen und Legenden hatte sich Elisabeth Hering den Weg bereitet zu der Tätigkeit, die ihrem eigentlichen Anliegen entsprach, dem Schreiben von kulturhistorischen Romanen. War doch schon in ihrer Jugend der Sinn für Geschichte und Poesie erweckt worden durch den Großvater, Dr. Josef Bacon, der das Schäßburger Heimatmuseum gegründet hat, und den Vater, Hans Leicht, der selber Gedichte schrieb. Ihr erster Roman, die Südseesaga (1956), führt auf die Osterinsel, der zweite, Die Magd der Pharaonen (1959) in das alte Ägypten. Urtümliche, älteste Kulturen also. Und auch in ihnen schon findet sie das unstillbare Verlangen nach dem Heil der Welt. Wo wird es gesucht? Warum immer wieder verspielt? Weil Missbrauch getrieben wurde mit dem Heilenden, dem Heiligen?
Diesen Fragen in der Geschichte nachzugehen war Elisabeth Herings Bemühen. Am deutlichsten tritt das zu Tage in den Romanen Der Diakon von Monstab, Ihm zum Bilde und Schatten Gottes auf Erden, wo der Missbrauch der Religionen dargestellt wird, der ebenso zu Ketzerverfolgungen und der Verbrennung von Jan Hus führte wie zum Dreißigjährigen Krieg. Doch nicht nur im Christentum hat solcher Missbrauch zu unseligen Folgen geführt, sondern auch im Islam. Das wird erkennbar am Schicksal Ulug Begs, des Sultans von Samarkand, der der größte Astronom seiner Zeit gewesen ist und den Ränken der frommen Derwische zum Opfer fiel.
Im Ganzen hat Elisabeth Hering 24 Bücher veröffentlicht, davon 11 kulturhistorische Romane, ein populärwissenschaftliches Buch (Schrieb Noah schon?, auch bekannt unter dem Titel Rätsel der Schrift), zwei Erzählungen für Kinder (Drei Lebensretter und Der Heinzelmännchen Wiederkehr); die übrigen sind Nacherzählungen von Märchen, Sagen und Schwänken.
Herings Bücher wurden in sechs Sprachen übersetzt. Ihr Nachlass befindet sich im Besitz der Leipziger Stadtbibliothek.

## Werke
- Der Oirol: 2 Liebesgeschichten aus dem alten Korea, Elisabeth Ackner, Rupert-Verlag, Leipzig 1951
- Hong Kil Tong und andere Märchen (aus Korea), Elisabeth Ackner, Jugendbuchverlag Ernst Wunderlich, Leipzig 1951
- Li Tseh: Eine Liebesgeschichte aus dem alten Korea, Leipzig, Insel-Verlag, 1955
- Drei Lebensretter: Eine Erzählung aus den Tagen Behrings, mit Federzeichn. von Rudolf Haupt, Leipzig, Jugendbuchverl. E. Wunderlich, 1955. Lizenzausgabe Boje-Verlag Stuttgart (Ein tapferes Herz)
- Der Heinzelmännchen Wiederkehr, Leipzig, Jugendbuchverlag E. Wunderlich, 1955
- Schrieb Noah schon?, unter Mitarbeit. von Walter Hering, später unter dem Titel Rätsel der Schrift Leipzig, Jugendbuchverlag E. Wunderlich, 1956, populärwissenschaftliches Sachbuch übersetzt ins Ungarische und Rumänische
- Märchen aus Rumänien, später unter dem Titel Der goldene Birnbaum und andere Märchen aus Rumänien, Elisabeth Hering und Walter Hering, Buchschmuck von Kurt Eichler, Berlin, Altberliner Verl. Groszer, 1956.
- Südseesaga, mit Zeichn. von Rudolf Nehmer, Leipzig, Jugendbuchverlag E. Wunderlich, 1956 (später Prisma Verlag), Preis im Jugendbuch-Wettbewerb des Ministeriums f. Kultur der DDR
- Hansel weckt den Weihnachtsmann, Ein Spiel für Kinder in 3 Bildern, Musik v. Carl-Ernst Teichmann, Hofmeister, Leipzig 1957, 26 S. mit Noten
- Die Magd der Pharaonen, Roman, mit Federzeichn. nach agypt. Wandbildern von Gerhard Stauf, Leipzig, Prisma-Verlag, 1958, Lizenzausgabe Boje-Verlag Stuttgart, Übersetzung ins Russische und Slowakische
- Sagen und Märchen von der Nordsee, Berlin, Altberliner Verl. Groszer, 1959, Lizenzausgabe Boje-Verlag Stuttgart
- Savitri: 2 indische Liebesgeschichten nach dem Mahabharata, Leipzig, Prisma-Verl., 1959
- Der Diakon von Monstab, Roman, Elisabeth u. Walter Hering, Berlin, VOB Union Verlag Berlin, 1961
- Sagen von Donau und Rhein, mit Illustrationen von Kurt Eichler, Berlin Altberliner Verlag L. Groszer, 1959
- Der Bildhauer des Pharao, Roman mit Federzeichn. nach agypt. Wandbildern von Gerhard Stauf, Leipzig, Prisma-Verl., 1963; Lizenzausgabe Boje-Verlag Stuttgart, Übersetzung ins Italienische
- Die Frau des Gefangenen: Eine Erzählung um Hugo Grotius, Berlin, VOB Union Verl., 1963
- Kostbarkeiten aus dem deutschen Märchenschatz, 1. von insgesamt drei Bänden, Berlin, Altberliner Verl. L. Groszer, 1963, Taschenbuchausgabe bei Knaur
- Ihm zum Bilde, Roman, Berlin, Union-Verlag, VOB, 1965
- Angeklagt ist Aspasia, Roman mit Federzeichn. nach griech Vasenbildern von Gerhard Stauf, Leipzig, Prisma-Verl., 1967
- Wolken über Wien, Roman, Berlin, Union-Verl. VOB, 1970
- Zu seinen Füßen Cordoba. Kulturgeschichtlicher Roman, Prisma-Verlag Zenner und Gürchott, Leipzig 1975. Empfehlung des Bayrischen Kultusministeriums als Schullektüre für Gymnasien und Realschulen 1975
- Schatten Gottes auf Erden, Roman, Berlin, Union-Verlag, 1977
- Die Puten im Joch: rumän. Schwänke, Legenden, Märchen, hrsg. u. bearb. von Elisabeth Hering, mit 16 Abb. nach Motiven rumän. Stickmuster, Leipzig, Weimar. Kiepenheuer, 1980
- Das Vermächtnis der frühen Freunde. Anruf und Auftrag an uns, Hrsg. von der Religiösen Gesellschaft der Freunde (Quäker), Pyrmonter Jahresversammlung, Bad Pyrmont, Quäkerhaus, 1980
- Irrgarten des Lebens, Roman, Leipzig, Prisma-Verlag, 1984
- Kostbarkeiten aus dem deutschen Märchenschatz, Dreibändige Ausgabe, mit Ill. von Christa Unzner-Fischer, Berlin, Altberliner Verl. L. Groszer, 1986
- König Mátyás und die Rátóte, Ungarische Schildbürgerstreiche und Anekdoten, übertragen von E. Hering unter Mitarbeit von Éva Jávorszky und Heinrich Weissling, Kiepenheuer, 1988
- Versunkene Welt – Biographische Erinnerungen an die Kindheit, Leipzig, Selbstverlag, 1992
- Der Bildhauer des Pharao, Prisma-Verlag Zenner und Gürchott, Leipzig 1971.